# Aziatische modderkruiper
De Aziatische modderkruiper (Misgurnus anguillicaudatus) is een straalvinnige vissensoort uit de familie van de modderkruipers (Cobitidae). De wetenschappelijke naam werd gepubliceerd in 1842 door Cantor.
Deze vis is gesignaleerd in het stroomgebied van de Maas. Per 7 augustus 2025 staat de Aziatische modderkruiper op de Unielijst voor invasieve uitheemse soorten.